# جذفمية
الجذفمية أو جذرية الفم (الاسم العلمي: Rhizostomatidae) هي فصيلة من الحيوانات تتبع رتبة الجذفميات من طائفة الفنجانيات.

## أجناس
- الجذفم
- الربلم
- الأوبلم
- النوموري